# Кенни против Спенни
«Кенни против Спенни» — канадский комедийный телесериал со Спенсером Райсом и Кенни Хоцем в главных ролях. В шоу два приятеля состязаются друг с другом, чтобы определить, кто из них лучший. В конце шоу проигравшему предстоит выполнить унизительное задание выигравшего (чаще всего из-за частого жульничества Кенни проигравшим оказывается Спенсер).
Сериал транслировался с 2003 по 2010 год на телеканалах MTV (демо-версия), USA Network, CBC, Showcase и Comedy Central.